# Alexandre Peyron
Pour les articles homonymes, voir Peyron.
Alexandre Peyron né le 21 juin 1823 à Marines (Val-d'Oise) et décédé le 9 janvier 1892 à Paris, est un officier de marine et homme politique français du XIXe siècle. Vice-amiral, il est Ministre de la Marine et des Colonies de 1883 à 1885.

## Biographie
Le 23 octobre 1871, il est fait Commandeur de la Légion d'honneur. Du 20 octobre 1876 au 18 octobre 1877, il est chef d'état-major de l'escadre d'évolution. Le 26 mars 1877, Alexandre Peyron est promu au grade de contre-amiral. Puis, du 19 octobre 1877 (avec prise d'effet le 28 décembre 1877) au 4 août 1878, il est major de la Flotte du 5e arrondissement maritime.
Du 2 juillet 1878 (avec prise d'effet le 5 août 1878) au 15 mai 1880, il est nommé commandant en chef de la division navale des Antilles. Il devient membre du Conseil d'Amirauté du 15 mai au 1er août 1880 avant d'être nommé chef d'état-major général et Chef du cabinet militaire du ministre de la Marine et des Colonies, un poste qu'il occupe jusqu'au 16 novembre 1881.
Promu Vice-amiral le 24 février 1881 il est brièvement commandant en chef et préfet maritime du 2d arrondissement maritime (Brest), entre 4 janvier et 4 février 1882. À partir de cette date et jusqu'au 8 janvier 1883, il remplit les fonctions de chef d'état-major général du ministre de la Marine. Le 5 juillet 1882, il est fait Grand officier de la Légion d'honneur.
Le 12 décembre 1882 (avec prise d'effet le 8 janvier 1883), il est nommé commandant en chef et préfet du 5e arrondissement maritime (Toulon). Il occupe ce poste jusqu'au 9 août 1883, date de son entrée en fonction en tant que Ministre de la Marine et des Colonies du 9 août 1883 au sein du deuxième gouvernement Jules Ferry. Il occupe ce poste jusqu'au 5 avril 1885. Entre-temps, il est élu sénateur inamovible le 24 juin 1884.
Il reprend du service et, du 20 octobre 1886 au 20 octobre 1887, il est commandant en chef de l'escadre d'évolution. 
Le 20 octobre 1887, il est fait Grand-croix de la Légion d'honneur, avant d'être mis à la retraite neuf mois plus tard, le 21 juin 1888. Le 5 juillet 1888, il est décoré de la Médaille militaire.
Alexandre Peyron décède le 9 janvier 1892 à Paris (6e), à l'âge de 68 ans.

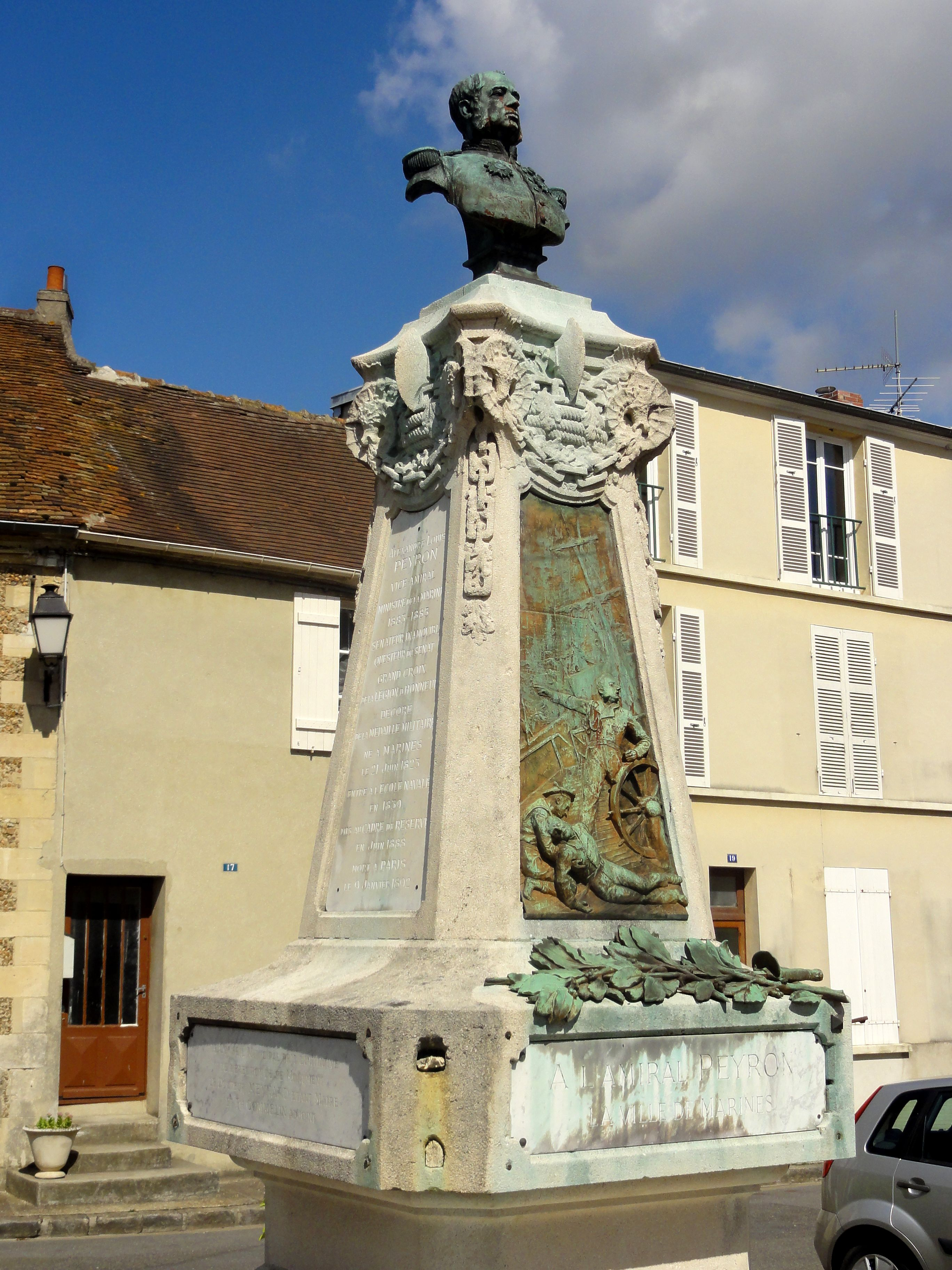
Son monument à Marines (Val-d'Oise).

## Distinctions
- Grand-croix de la Légion d'honneur (1887)
- Médaille militaire (1888)
- Officier d'académie